# Lista de obras de arte de Adrien Henri Vital van Emelen
Esta é uma lista de obras de arte do pintor e escultor belga Adrien Henri Vital van Emelen (1868-1943).
Adrien Henri Vital van Emelen era filho do também escultor Léon Van Emelen (1829-1900). O seu irmão mais velho Jacques van Emelen morava no Mosteiro de São Bento em São Paulo aonde foi reitor do Colégio de São Bento. Adrien imigrou para o Brasil após a Primeira Guerra Mundial com sua família.
Sua esculturas podem ser vistas no Mosteiro de São Bento, no Museu Paulista, no Hospital Santa Catarina na Bolsa Oficial de Café em Santos (Museu do Café). E suas pinturas fazem parte do acervo do Museu Paulista, Museu Afro Brasil, Pinacoteca do Estado de São Paulo e no Seminário de Pirapora do Bom Jesus.

## busto
| Imagem | Título                  | Data | Material | Localização | Gênero       | Versão audível |
| ------ | ----------------------- | ---- | -------- | ----------- | ------------ | -------------- |
|        | Busto de Homem de Mello | 1937 | bronze   |             | arte pública |                |

## desenho
| Imagem | Título                                 | Data | Material | Localização       | Gênero | Versão audível |
| ------ | -------------------------------------- | ---- | -------- | ----------------- | ------ | -------------- |
|        | Projeto de Brasão da Cidade de Jacareí | 1952 |          | Museu do Ipiranga |        |                |

## escultura
| Imagem | Título                                 | Data | Material     | Localização       | Gênero              | Versão audível |
| ------ | -------------------------------------- | ---- | ------------ | ----------------- | ------------------- | -------------- |
|        | Bandeirante Francisco de Brito Peixoto | 1922 | metal bronze | Museu do Ipiranga | retrato escultórico |                |
|        | Bandeirante Francisco de Brito Peixoto | 1922 | metal bronze | Museu do Ipiranga | retrato escultórico |                |

## estátua
| Imagem | Título                           | Data           | Material       | Localização             | Gênero       | Versão audível |
| ------ | -------------------------------- | -------------- | -------------- | ----------------------- | ------------ | -------------- |
|        | S. IACOBVS MIN.                  | 1922           | gesso acrílico | Mosteiro de São Bento   |              |                |
|        | S. PHILIPPVS                     | 1922           | gesso acrílico | Mosteiro de São Bento   |              |                |
|        | S. IACOBVS MAI.                  | 1922           | gesso acrílico | Mosteiro de São Bento   |              |                |
|        | S. PAVLVS                        | 1922           | gesso acrílico | Mosteiro de São Bento   |              |                |
|        | S. PETRUS                        | 1922           | gesso acrílico | Mosteiro de São Bento   |              |                |
|        | Virgem Maria                     | 1921           | mármore        | Abadia de Santa Maria   |              |                |
|        | S. ANNA                          | década de 1920 | gesso acrílico | Mosteiro de São Bento   |              |                |
|        | S. GERTRUDIS                     | década de 1920 | gesso acrílico | Mosteiro de São Bento   |              |                |
|        | Santa Catarina (santa católica ) | século XIX     | mármore        | Hospital Santa Catarina |              |                |
|        | Santa Catarina (mártir cristã)   |                | mármore        | Hospital Santa Catarina |              |                |
|        | Agricultura                      | 1923           | cimento        | Bolsa Oficial de Café   | arte pública |                |
|        | Comércio                         | 1923           | cimento        | Bolsa Oficial de Café   |              |                |
|        | Indústria                        | 1923           | cimento        | Bolsa Oficial de Café   |              |                |
|        | Navegação                        | 1923           | cimento        | Bolsa Oficial de Café   |              |                |

## pintura
| Imagem | Título                                                                                | Data           | Material                        | Localização                                       | Gênero                    | Versão audível |
| ------ | ------------------------------------------------------------------------------------- | -------------- | ------------------------------- | ------------------------------------------------- | ------------------------- | -------------- |
|        | Museu Paulista / Escada Interior                                                      | década de 1920 | aquarela                        | Museu do Ipiranga                                 | pintura histórica         |                |
|        | Velhas Arcadas (Faculdade de Direito de São Paulo)                                    | século XX      | tinta a óleo madeira            | Museu do Ipiranga                                 | pintura histórica         |                |
|        | Tropeiros à Beira da Estrada, 1830                                                    | século XX      | tinta a óleo tela               | Museu do Ipiranga                                 | pintura histórica         |                |
|        | Cena do Porto de Santos, 1826                                                         | século XX      | tinta a óleo algodão            | Museu do Ipiranga                                 | pintura histórica         |                |
|        | Rancho na Estrada de Sorocaba, 1830                                                   | século XX      | tinta a óleo tela               | Museu do Ipiranga                                 | pintura histórica         |                |
|        | Negro Sorridente com Chapéu Mãos Cruzadas                                             | século XX      | tinta a óleo metal              | Museu do Ipiranga                                 | pintura histórica retrato |                |
|        | Negro com Chapéu na Mão Olhando Para um Crucifixo                                     | século XX      | tinta a óleo tela               | Museu do Ipiranga                                 | pintura histórica retrato |                |
|        | Negro de Perfil com Chapéu                                                            | século XX      | tinta a óleo madeira            | Museu do Ipiranga                                 | pintura histórica retrato |                |
|        | Herói da Guerra do Paraguai                                                           | século XX      | tinta a óleo madeira            | Museu do Ipiranga                                 | pintura histórica retrato |                |
|        | Negro Mãos Cruzados Sobre Bengala                                                     | século XX      | tinta a óleo madeira            | Museu do Ipiranga                                 | pintura histórica retrato |                |
|        | Negro com Chapéu                                                                      | 1932           | tinta a óleo madeira compensada | Museu do Ipiranga                                 | pintura histórica retrato |                |
|        | Negro com chapéu                                                                      | 1940           | tinta a óleo madeira            | Museu do Ipiranga                                 | pintura histórica retrato |                |
|        | Negro com Chapéu e Cachimbo                                                           | século XX      | tinta a óleo madeira compensada | Museu do Ipiranga                                 | pintura histórica retrato |                |
|        | Negra Rezando com Terço                                                               | século XX      | tinta a óleo madeira            | Museu do Ipiranga                                 | pintura histórica retrato |                |
|        | Mulher com Cachimbo, Turbante Branco                                                  | século XX      | tinta a óleo metal              | Museu do Ipiranga                                 | pintura histórica retrato |                |
|        | Negra com Cachimbo, Turbante Branco Lavando Roupa                                     | 1931           | tinta a óleo metal              | Museu do Ipiranga                                 | pintura histórica retrato |                |
|        | Negro com Flores                                                                      | século XX      | tinta a óleo tela               | Museu do Ipiranga                                 | pintura histórica retrato |                |
|        | Negro com Chapéu e Papagaio                                                           | século XX      | tinta a óleo madeira            | Museu do Ipiranga                                 | pintura histórica retrato |                |
|        | Negrinho sob uma torneira                                                             | século XX      | tinta a óleo madeira compensada | Museu do Ipiranga                                 | pintura histórica retrato |                |
|        | Dois Negrinhos com Chapéu                                                             | século XX      | tinta a óleo madeira compensada | Museu do Ipiranga                                 | pintura histórica retrato |                |
|        | Jovem com Chapéu                                                                      | século XX      | tinta a óleo madeira            | Museu do Ipiranga                                 | pintura histórica retrato |                |
|        | Negro com Chapéu, Fumando Charuto, Segurando Rédea de Cavalo                          | século XX      | tinta a óleo tela               | Museu do Ipiranga                                 | pintura histórica retrato |                |
|        | Homem com Chapéu, Camisa Branca                                                       | século XX      | tinta a óleo madeira compensada | Museu do Ipiranga                                 | pintura histórica retrato |                |
|        | Homem com Chapéu                                                                      | século XX      | tinta a óleo madeira            | Museu do Ipiranga                                 | pintura histórica retrato |                |
|        | Negro Mexendo no Pé com Faca                                                          | século XX      | tinta a óleo madeira compensada | Museu do Ipiranga                                 | pintura histórica retrato |                |
|        | Negro com Chapéu Tocando Violão                                                       | século XX      | tinta a óleo madeira compensada | Museu do Ipiranga                                 | pintura histórica retrato |                |
|        | Caipira Preparando Cigarro de Fumo e Palha                                            | século XX      | tinta a óleo metal              | Museu do Ipiranga                                 | pintura histórica retrato |                |
|        | Mulher na Janela Alimentando Cordeiros, Menino Sentado numa Banqueta                  | século XX      | tinta a óleo madeira            | Museu do Ipiranga                                 | pintura histórica         |                |
|        | Homem com Chapéu e Cigarro de Palha                                                   | século XX      | tinta a óleo madeira compensada | Museu do Ipiranga                                 | pintura histórica retrato |                |
|        | Índia com os Braços Para Cima Segurando os Cabelos                                    | século XX      | tinta a óleo madeira            | Museu do Ipiranga                                 | pintura histórica retrato |                |
|        | Índio de Perfil                                                                       | século XX      | tinta a óleo madeira compensada | Museu do Ipiranga                                 | pintura histórica retrato |                |
|        | Índia Carajá Fumando o Cachimbo Feito da Fruta do Raricocó                            | século XX      | tinta a óleo madeira            | Museu do Ipiranga                                 | pintura histórica retrato |                |
|        | Capitão Alfredo Índio Carajá                                                          | século XX      | tinta a óleo madeira            | Museu do Ipiranga                                 | pintura histórica retrato |                |
|        | Capitão do Imuti (Javae) Ilha do Bananal                                              | século XX      | tinta a óleo madeira            | Museu do Ipiranga                                 | pintura histórica retrato |                |
|        | Índio com Arco e Flecha                                                               | século XX      | tinta a óleo madeira compensada | Museu do Ipiranga                                 | pintura histórica retrato |                |
|        | Moça Carajá Fumando                                                                   | século XX      | tinta a óleo madeira compensada | Museu do Ipiranga                                 | pintura histórica retrato |                |
|        | Árabe                                                                                 | século XX      | tinta a óleo tela               | Museu do Ipiranga                                 | pintura histórica retrato |                |
|        | Homem com Boina Vermelha                                                              | século XX      | tinta a óleo madeira            | Museu do Ipiranga                                 | pintura histórica retrato |                |
|        | Cabocla no Sertão                                                                     | século XX      | tinta a óleo                    | Museu do Ipiranga                                 |                           |                |
|        | Centenário de Porto Feliz                                                             | século XX      | tinta a óleo                    | Museu do Ipiranga                                 |                           |                |
|        | Retrato de Dino Bueno                                                                 |                |                                 | Faculdade de Direito da Universidade de São Paulo | retrato                   |                |
|        | Retrato de Reynaldo Porchat                                                           |                |                                 | Faculdade de Direito da Universidade de São Paulo | retrato                   |                |
|        | Antigo convento de São Francisco, e mais tarde, Academia de Direito de São Paulo 1920 |                |                                 | Faculdade de Direito da Universidade de São Paulo |                           |                |
|        | Sem título (04)                                                                       |                | tinta a óleo painel             | Museu Afro Brasil                                 |                           |                |
|        | Sem título (03)                                                                       |                | tinta a óleo painel             | Museu Afro Brasil                                 |                           |                |
|        | Sem título (02)                                                                       |                | tinta a óleo metal              | Museu Afro Brasil                                 |                           |                |
|        | Sem título (01)                                                                       |                | tinta a óleo painel             | Museu Afro Brasil                                 |                           |                |
|        | Retrato de José Raphael de Almeida Leite                                              |                |                                 | Museu Republicano Convenção de Itu                | retrato                   |                |
|        | Retrato de Francisco Pedro de Sousa Mello                                             |                |                                 | Museu Republicano Convenção de Itu                | retrato                   |                |
|        | Retrato de Joaquim Pires Pereira de Almeida                                           |                |                                 | Museu Republicano Convenção de Itu                | retrato                   |                |
|        | Caboclas no sertão do Tietê                                                           |                |                                 | Museu Republicano Convenção de Itu                |                           |                |
|        | Velho centenário de Porto Feliz                                                       |                |                                 | Museu Republicano Convenção de Itu                |                           |                |